# ツメタガイ
ツメタガイ（砑螺貝/津免多貝、Glossaulax didyma）は、軟体動物門に属するタマガイ科の巻貝。東アジアから南アジアの砂浜に多く普通に見られる。

## 特徴
潮間帯から水深10cm～50cm程度の砂地の浅海に多く分布し、殻幅50mm程度に達する中型の巻貝。殻の色は紫褐色から黄褐色を呈する。底部は白色で滑らか。蓋は半円形となる。夜行性で、砂の中を活発に動き回る。また軟体部は殻から大きく露出し、殻を完全に覆いつくす。
肉食性であり、アサリなどの二枚貝を捕食する。アサリなどの二枚貝を捕まえると、やすりのような歯舌を用いて獲物の殻の最も尖ったところである殻頂部を平らに削っていき、2mm程度の穴をあけて軟体部を食べる 。
繁殖期は春で、5月頃、茶碗をかぶせたような形に卵塊を作る。その形から通称「砂茶碗」と呼ばれる。
生息環境により形が変化し、内海のものは臍索中央の溝が殻軸と直角方面に伸び、臍穴がふさがらないが、外洋に分布するものは臍索の中央の溝が曲がっていて、臍穴が密閉する形となり、ホソヤツメタ (Glossaulax didyma hosoyai KIRA) と呼ばれる。

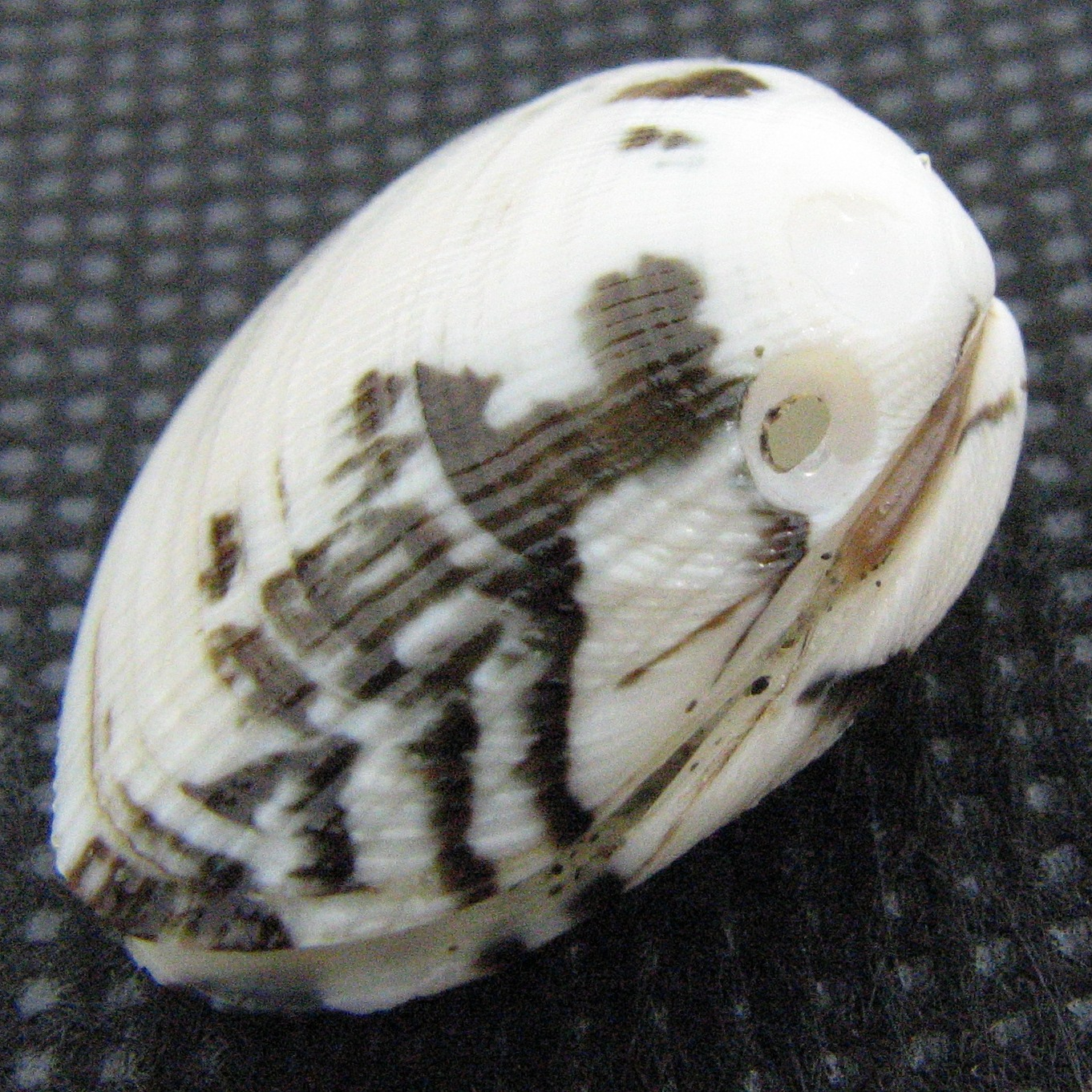
ツメタガイに捕食されたアサリの死殻。2mm程度の穴が穿孔している。
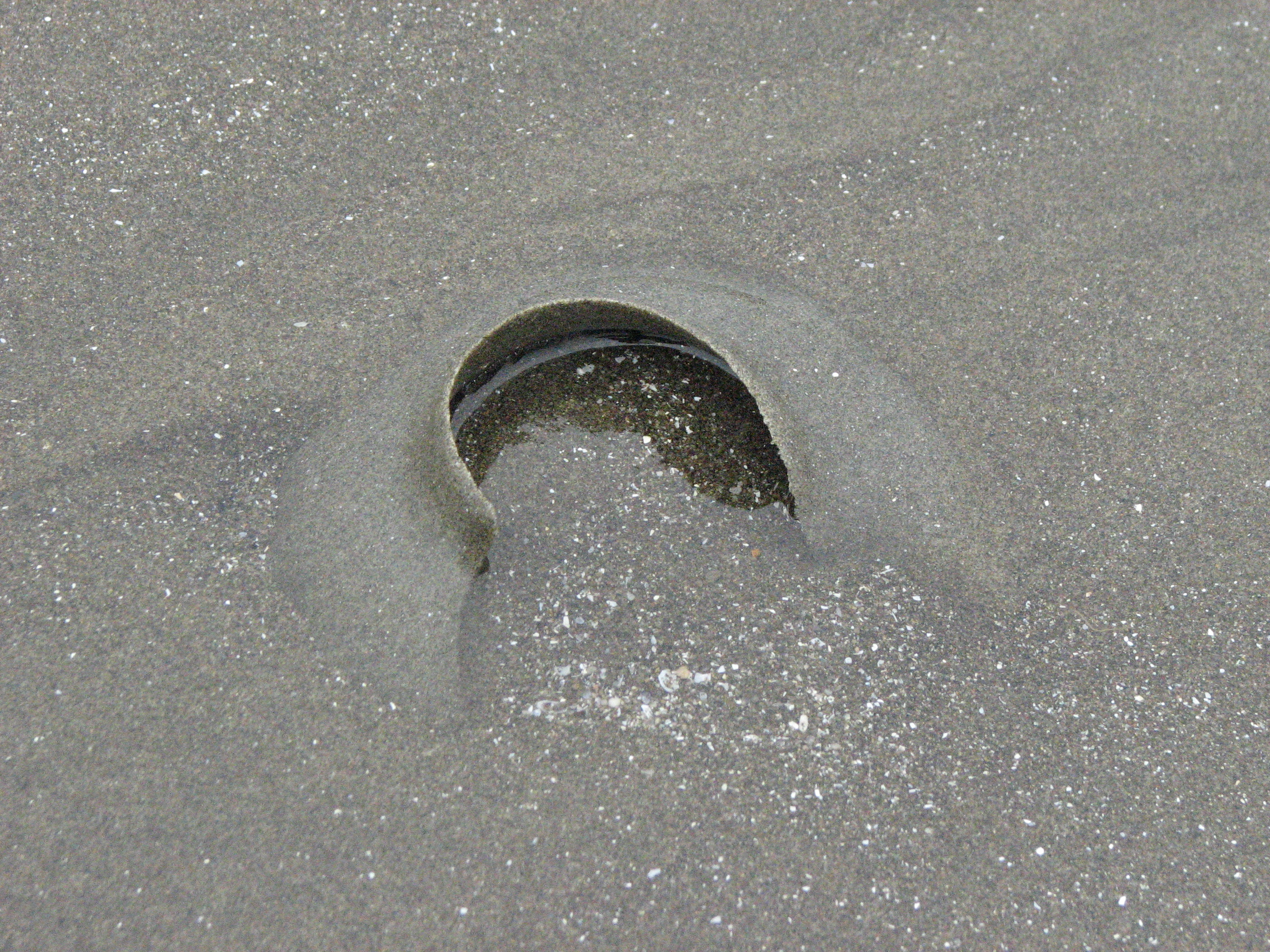
ツメタガイの卵塊。その形から通称「砂茶碗」と呼ばれる。

## 分布
インド以東、西太平洋の浅海に分布する。日本では北海道以南から沖縄にかけて広く分布する。

## 日本における近縁種
近縁種として、ツメタガイ属は本種および絶滅種を含み、本属が日本近海に出現したのは中新世頃と考えられており、北米大陸原産のGlossaulax sp.から分化したと考えられる。また、適応の過程で種の分化が起こり、化石種を含め7種が確認されている
。
| 種名                                             | 分布 | 概説                                                         | 殻底         | 臍穴壁           | 索溝        |
| ------------------------------------------------ | --- | ------------------------------------------------------------ | ------------ | ---------------- | ----------- |
| ツメタガイ (G. didyma (Roding, 1798))            | ツメタガイ属の基準種。中期中新世の初め頃、北米大陸のGlossaulx sp.より分化して出現。北海道以南から、インド以東の西太平洋に広く分布。 | 殻径3 - 5cm。 紫褐色から黄褐色。                             | 白く平滑     | 深く明確な螺状溝 | 深い        |
| ヒメツメタガイ (G. vesicalis (Philippi, 1848))   | 更新世前期にG. didymaより分化した種。本州（能登半島・房総半島以南）から九州に生息。                                                 | 殻高4cm程度。 殻は薄く灰褐色で、胎殻は赤褐色。               | 白く平滑     | 深く明確な螺状溝 | 浅い - 深い |
| G. hyugensis (Shuto, 1964)                       | 後期中新世ないし前期鮮新世にG. didymaから分化した種。絶滅種。                                                                       |                                                              | 角ばっている | 平滑             | 浅い - 深い |
| G. hagenoshitensis (Shuto, 1964)                 | 後期鮮新世にG. hyugensisから分化した種。絶滅種。                                                                                    |                                                              | 角ばっている | 平滑             | 浅い        |
| G. nodai Majima (1985)                           | 後期鮮新世にG. hyugensisから分化した種。絶滅種。                                                                                    |                                                              | 角ばっている | 平滑             | 浅い        |
| ソメワケツメタガイ (G. bicolor (Philippi, 1848)) | 後期中新世頃にG. didymaから分化。本州（駿河湾以南）から南西諸島、東南アジアに広く分布する。                                         | 殻高3cm程度。 殻口内が濃褐色と淡褐色の2色に分かれる。        | 丸みを帯びる | 二重の螺状溝     | 深い        |
| ハナツメタガイ (G. reiniana (Dunker, 1877))      | 鮮新世中期頃にG. didymaから分化。本州（男鹿半島・房総半島以南）から南西諸島に生息する。                                             | 殻高4cm程度。 ツメタガイと比較してやや小型で螺塔がやや高い。 | 平滑         | 深く明確な螺状溝 | やや浅い    |

## 生活との関わり
本種は比較的大きくかつ個体数が多いことに加え、人間の生活環境の近くに分布することから、人間生活に深いかかわりを持つ。

### 害貝として
繁殖力が強くアサリ等の漁獲対象種を食害するため、漁業被害の原因生物となることがある。時に大発生して潮干狩り会場を全滅させる事もある。

### 食用として
本種は無毒であるが食用にされることは少ない。これは加熱した際に身が固く締まり、歯ざわりが悪いこと、独特の粘りと臭みがあることによるものである。
愛知県知多半島では本種を「うんね」と呼び、塩揉みして生食するほか、煮付けやおでんの具として食している。また、三重県南部では「ばんちょう」と呼ばれ甘辛く煮付けて食している。